# Onchidium ambiguum
Onchidium ambiguum är en snäckart som beskrevs av Semper 1882. Onchidium ambiguum ingår i släktet Onchidium och familjen Onchidiidae. Inga underarter finns listade i Catalogue of Life.